# NGC 5135
NGC 5135 (другие обозначения — ESO 444-32, MCG −5-32-13, IRAS13229-2934, PGC 46974) — спиральная галактика с перемычкой в созвездии Гидра.
Галактика обладает активным ядром и относится к сейфертовским галактикам типа II
Этот объект входит в число перечисленных в оригинальной редакции «Нового общего каталога».